# Mier (A955)
Pour les articles homonymes, voir A955 et Mier.
Le Mier est un remorqueur auxiliaire  belge construit en 1962 sur le chantier naval de Hemiksem. 
C'est un bâtiment de la composante marine de l'armée belge de la Base navale de Zeebruges.

## Histoire
De 1962 à 1966 il a porté le nom de T43, et de 1966 à 1999 le nom de T63 en tant que remorqueur côtier civil au port d'Anvers. Puis il a été transféré à la Force navale en 1999.